# Real Sociedad Económica Matritense de Amigos del País
La Real Sociedad Económica Matritense de Amigos del País es una institución filantrópica de la Ilustración creada por el rey de España Carlos III en 1775 en Madrid.
Las Sociedades económicas de amigos del país surgen en la segunda mitad del siglo XVIII en España —aunque también existieron en otros países europeos, como Irlanda o Suiza— cuya finalidad era difundir las nuevas ideas y conocimientos científicos y técnicos de la Ilustración. 
En la actualidad algunas permanecen activas y siguen teniendo como objetivo el fomento de la economía, cultura y formación. Es habitual que celebren cursos, ciclos de conferencias y otras actividades culturales.

## Historia
Constituyó una iniciativa directa de Pedro Rodríguez de Campomanes, diez años después de la Vascongada, y fue encomendada a Vicente Rivas, José Faustino Medina y José Almarza; pronto se convirtió en un modelo a seguir de política ilustrada y fue un poderoso instrumento para transmitir su ideario, merced al apoyo que recibió del monarca. Sus objetivos eran:
Conferir y producir memorias para mejorar la industria popular y los oficios, los secretos de las artes, las máquinas para facilitar las maniobras, y auxiliar la enseñanza. Además el objeto de la agricultura y cría de caballos será otra de sus ocupaciones, tratando por menor los ramos subalternos relativos á la labranza, y crianza [...] En sus memorias anuales dará al público los discursos que vayan trabajando los Socios.
Se aprobó por el entonces fiscal del Consejo de Castilla Campomanes y se inauguró oficialmente el 16 de septiembre de 1775 en las Casas Consistoriales de Madrid; sus primeros Estatutos fueron sancionados por Carlos III el 9 de noviembre de 1775.

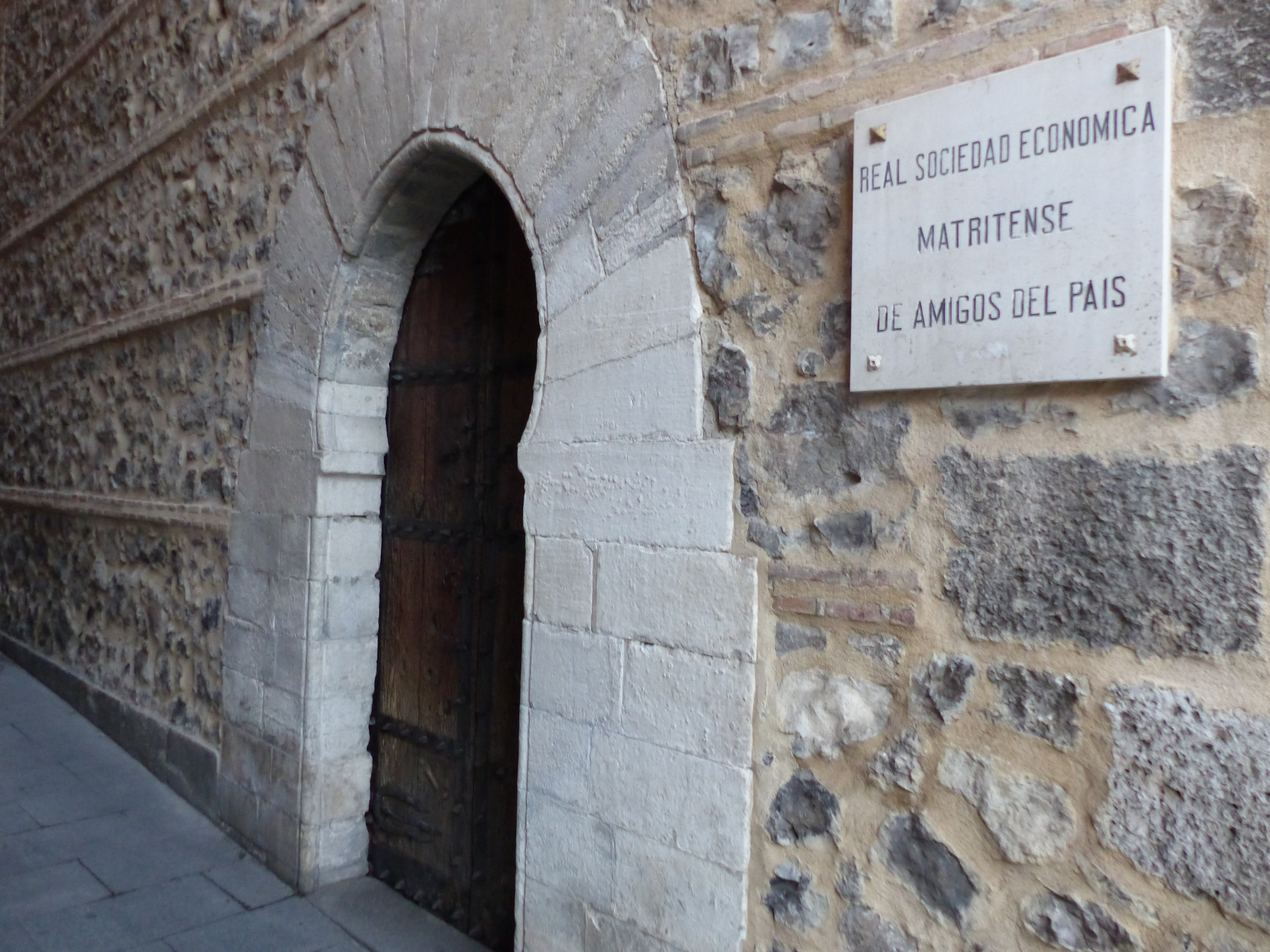
Puerta de acceso al edificio. Es visitable.

Tuvo también competencias en industria, comercio y patentes. Le encargaron revisar las ordenanzas de los gremios y los llamados privilegios de patente (concesión de la exclusividad para la fabricación o comercialización de un invento por un número determinado de años). Comprobó la utilidad de muchas máquinas preindustriales, sobre todo ingenios textiles y sistemas aplicados a los molinos. Instaló el Gabinete de Máquinas, colección de aparatos de utilidad para fabricar manufacturas o transformar productos agrícolas. Se le encomendaron también áreas de beneficencia y educación, pues su lema es «Socorre enseñando». Hubo un concurso de memorias en 1781 Sobre el ejercicio discreto de la limosna. Respecto a la educación, creó las llamadas "Escuelas Patrióticas" en que se enseñaba a trabajar el lino, el cáñamo, el algodón y la lana. Publicó unos extensos tomos de Memorias y bajo sus auspicios se imprimió el Informe sobre la Ley Agraria de Jovellanos. Se encargó de dirigir y administrar numerosas instituciones educativas; gestionó el gabinete de máquinas y la Escuela de dibujo y, atenta a la enseñanza femenina, creó la "Junta de Damas de Honor y Mérito" y creó una "Escuela de Taquigrafía" y una cátedra de Economía política, y sostuvo con el dinero de los socios una escuela de sordomudos, de la cual deriva la ONCE; reimprimió con notas críticas y apéndices la Agricultura general del agrónomo Gabriel Alonso de Herrera. Inauguró en sus locales la escuela popular de Vallejo y creó cátedras de Fisiología y Patología vegetal, Economía industrial, Estadística, Paleografía, Sistema métrico y Economía pública; una "Escuela de Ciegos", un "Ateneo científico" y literario, las Sociedades Nacional de Hacienda y de Crédito público y, para propagar y mejorar la educación del pueblo, hizo exposiciones públicas y estableció premios a la virtud; elaboró dictámenes sobre diezmos y montes, trabajos sobre código rural, aguas y sosa; exposiciones de vinos, flores y frutos, certámenes de maestros y maestras y un periódico y Memorias premiadas sobre diversos asuntos. 

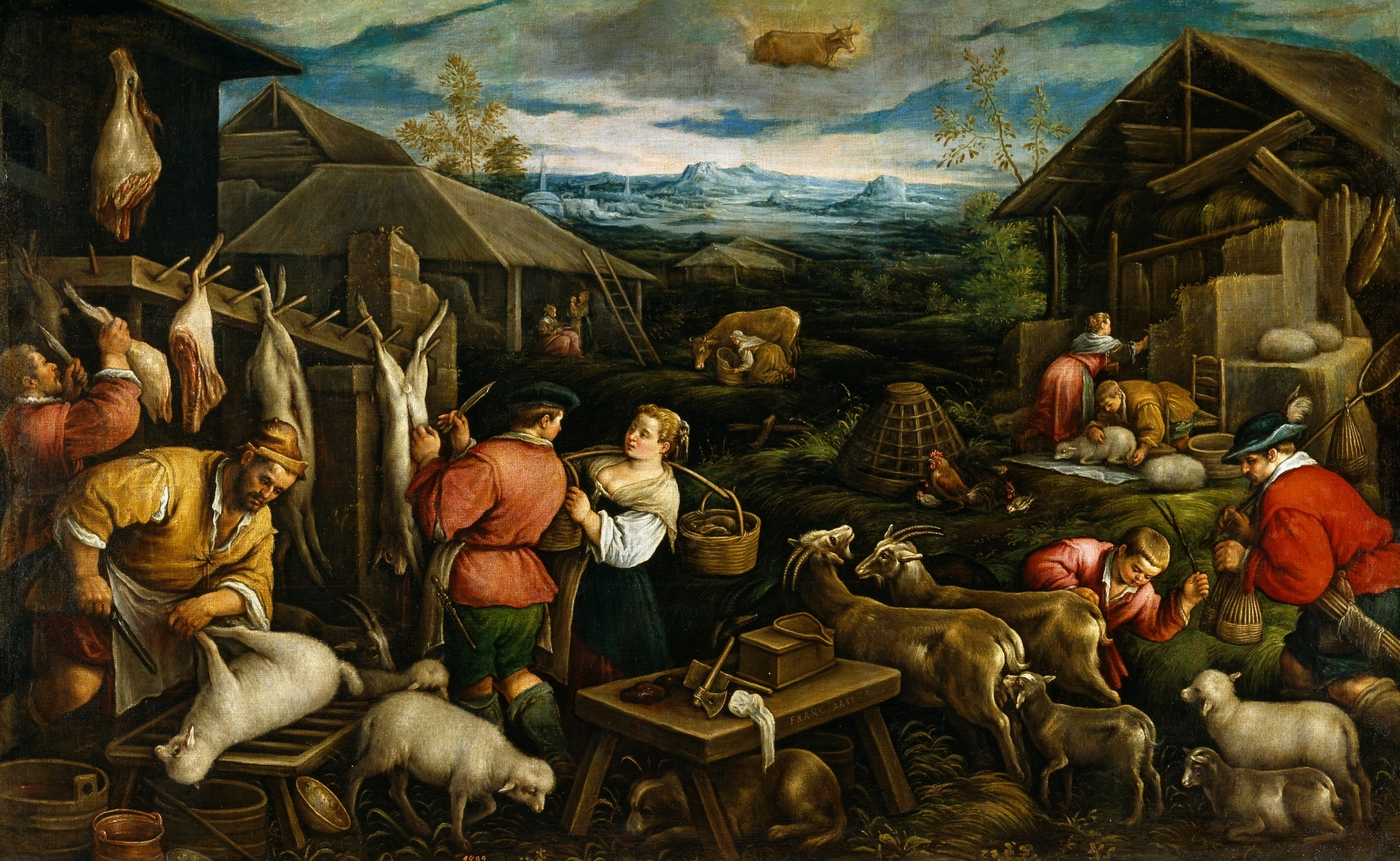
Abril (Tauro) de Francesco Bassano, -, puede ser admirado en el edificio

En 1807 contaba con 181 socios. Manuel Godoy fue su director entre 1792 y 1798, y en 1807. A fines ese año fue reelegido, pero rechazó el cargo por sus múltiples ocupaciones y el nombramiento recayó en el duque de Híjar, subdirector en 1807. Desde 1866, cuando era director Agustín Pascual González, se alberga en el edificio civil más antiguo de Madrid, la llamada Torre de los Lujanes, de mediados del siglo XV y donde estuvo preso Francisco I.
En la fachada, una placa del ayuntamiento recuerda que “en estas casas nació en 1846 el compositor Federico Chueca, prodigio castizo de la música madrileña.”
En la actualidad, su actividad incluye una programación cultural de interés, renovada y abundante, que se extiende de septiembre a junio. Tanto dentro como fuera de este periodo es también posible la visita del edificio, que se precia de ser el edificio civil más antiguo de Madrid, así como la consulta de su biblioteca y archivo.

## Importancia pictórica
Están expuestos en la sede de la RSEMAP catorce cuadros del Museo del Prado en depósito. Destaca un Retrato de Carlos III de Anton Raphael Mengs y paisajes de Jan Wildens, autoría descubierta por su ilustre consocio Díaz Padrón. Conserva, entre otros, el cuadro Abril (Tauro) de Francesco Bassano, siglo XVI-XVII. 

## Presidentes
- 1784-1792 : Gaspar Melchor de Jovellanos
- 1792-1798 : Manuel Godoy
- 1807 : duque de Híjar
- 1836-1839 : Antonio Sandalio de Arias
- 1866 : Agustín Pascual González
- 1916-1932 : Manuel Molina Molina
- 2017 : Fátima de la Fuente del Moral
- 2021 : Manuel Rodríguez Alcayna

## Archivo y biblioteca
Conserva un interesante archivo y una biblioteca de 200.000 volúmenes, algunos de ellos incunables, y una de las mejores colecciones que hay sobre economía de España. 
La sociedad edita la revista Torre de los Lujanes, que se encuentra incluida en los principales Index de referencia, así como otras publicaciones periódicas tales como facsímiles de los documentos que conservan.